# آندری پیشنیک
آندری پیشنیک (بلاروسی: Андрэй Пышнік؛ زادهٔ ۱ فوریهٔ ۱۹۶۸) بازیکن فوتبال اهل بلاروس است.
از باشگاه‌هایی که در آن بازی کرده‌است می‌توان به باشگاه فوتبال ویتبسک اشاره کرد.